# Bonampak

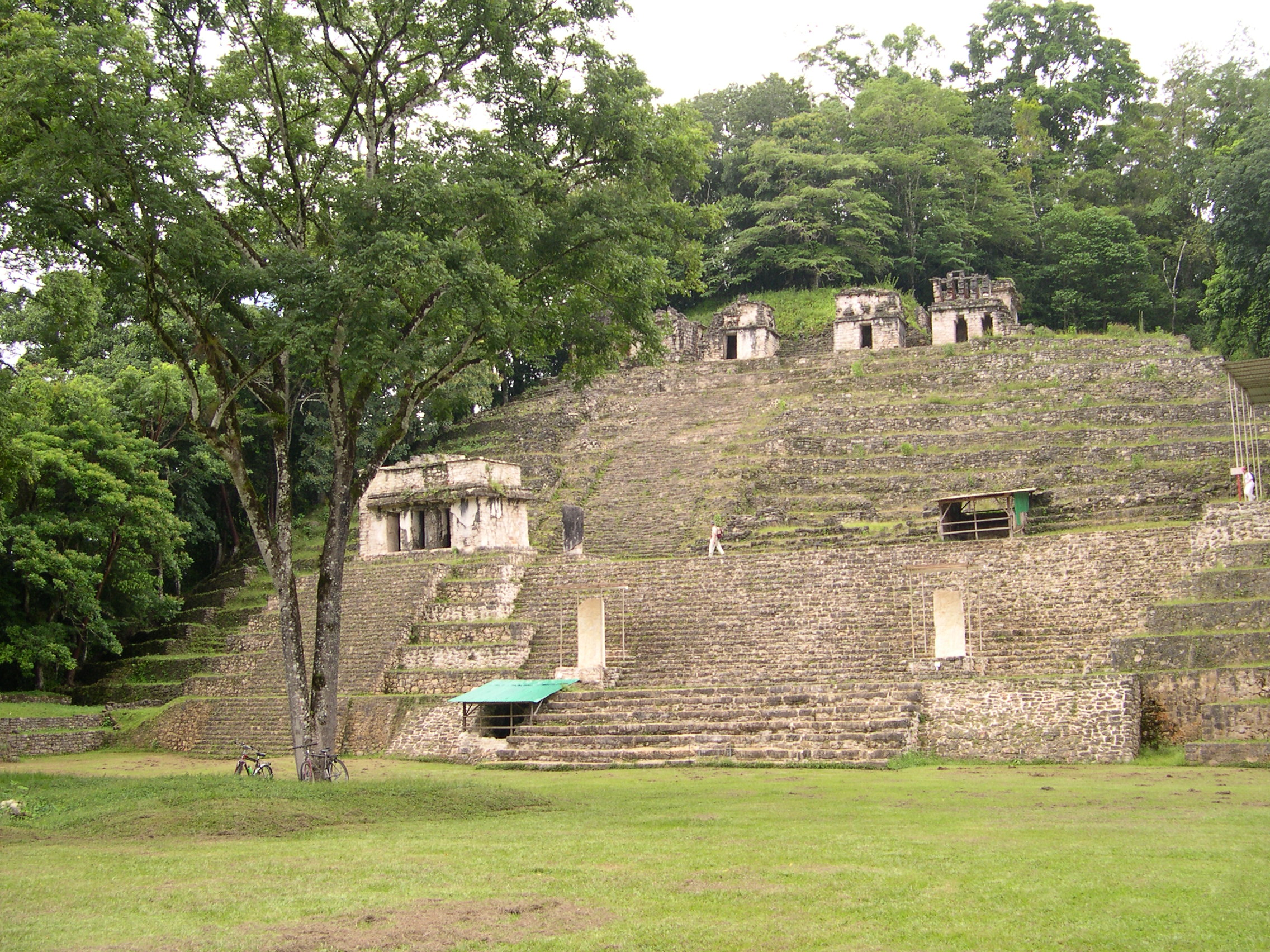
Bonampak

Bonampak är en gammal arkeologisk mayaort i den mexikanska delstaten Chiapas. Platsen ligger omkring 30 kilometer söder om den större orten Yaxchilan, under vilken Bonampak lydde. Platsen är känd för sina muralmålningar, framför allt de som finns i muraltemplet. Uppförandet av byggnadsverken på platsen skedde från omkring 580 till 800. Platsen ligger nära en av Usumacintaflodens biflöden och upptäcktes 1946, först av två amerikanska resenärer som leddes till ruinerna av lacandónindianer. Kort därefter visades de stora väggmålningarna i tre rum i ett av byggnadsverken för fotografen Giles Healey.

## Muraltemplet

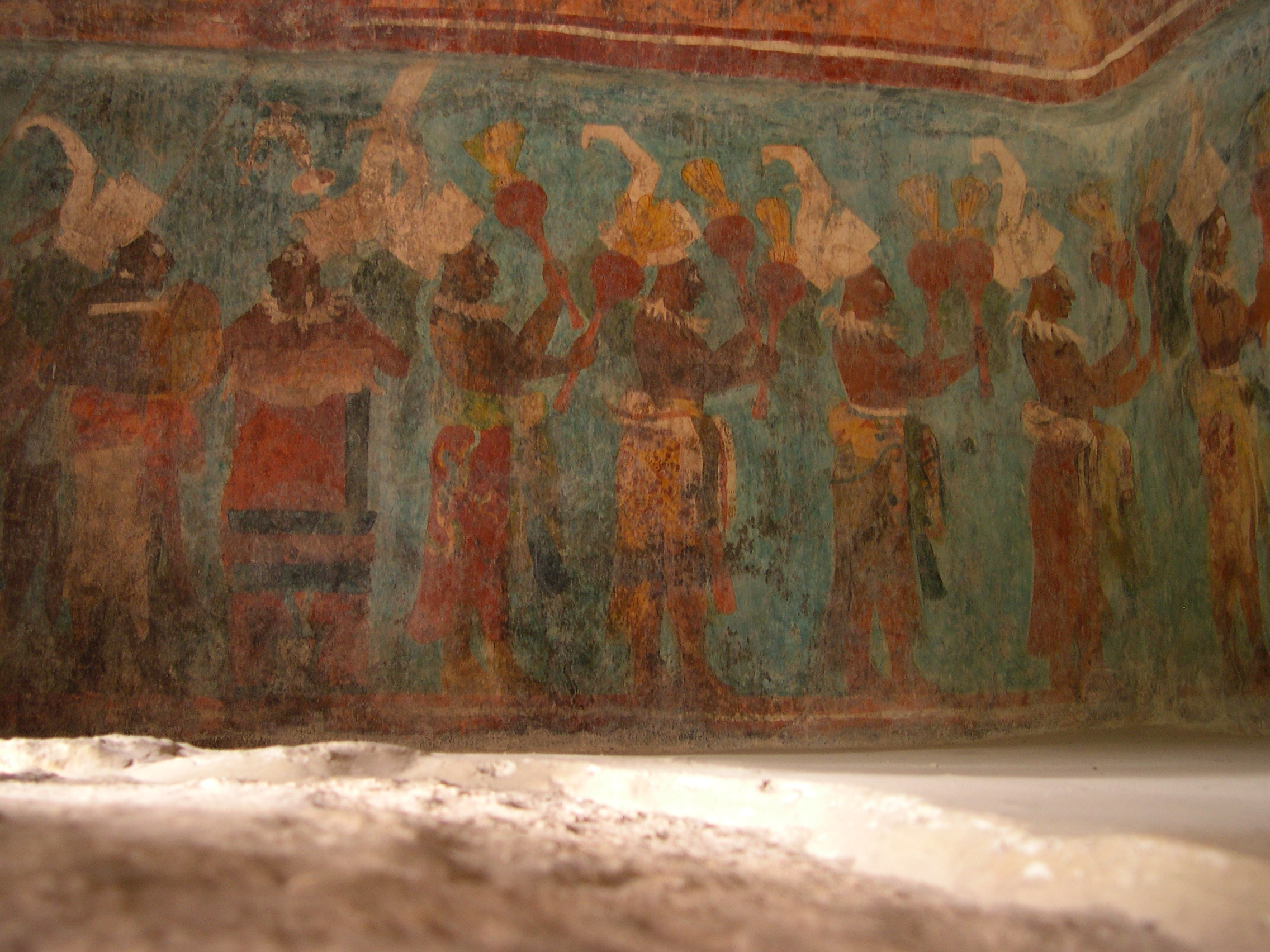
Fresker i byggnadsverk 1 i Bonampak

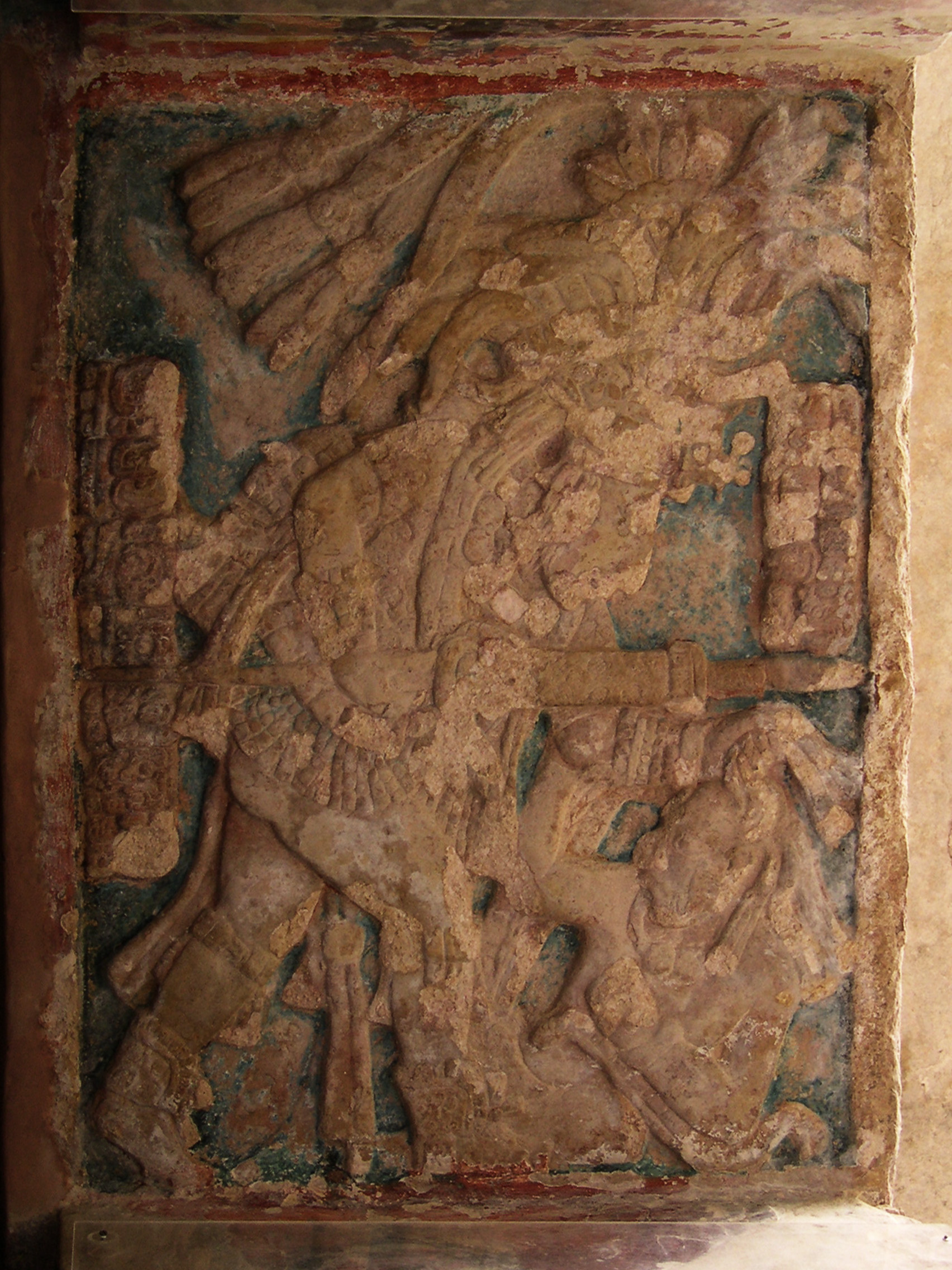
Målning över en av dörröppningarna i byggnadsverk 1

Vad som oftast menas med muraltemplet (byggnadsverk 1), är en lång smal byggnad med tre rum på toppen av låg pyramydtrappa. Invändigt visar väggarna exempel på klassiska mayamålningar som annars bara kan ses på lergods och små fragment. Genom regnvatten som har sipprat in genom kalkputsen i taket har ett något transparent lager av kalciumkarbonat bildats som täcker målningarna. Kort efter Healys upptäckt sändes en forskningsgrupp till Bonampak. Fotogen ströks på väggarna vilket gjorde lagret tillfälligt transparent och därefter gjordes en komplett fotografering och dokumentation, med kopior av målningarna utförda av två olika konstnärer. 1996 startade en grupp från Yale University The Bonampak Documentation Project, som bland annat skulle göra en ännu mer detaljerad studie, fotografering och reproduktion av målningarna.
Målningarna dateras tillbaka till 790 och skapades som fresker utan skarvar i kalkputsen. De visar att varje rum målades under en enda session under den korta tid putsen var fuktig, av en skicklig mästare med assistenter.
De tre rummen visar en serie realistiska händelser. Det första rummet visar präst- och adelsklädda människor, en ceremoni för en adelsarvinge, en orkester med trätrumpeter, trummor och andra instrument, samt adelsmän som diskuterar. Det andra rummet visar en krigsskådeplats, där fångar med rituellt blödande fingrar sitter framför den rikt utsmyckade Chaan Muan, Bonampaks lord. Det anses att fångarna förbereds för att bli människooffer även om det inte visas i målningarna. Det tredje rummet visar en ceremoni med dansare i fina kläder med masker föreställande gudar och ledaren och hans familj sticker nålar i sina tungor i en rituell åderlåtning. Tidpunkt för scenen och huvuddeltagarnas namn visas i mayaskriftens tillhörande glyfer.
I Antropologiska och historiska museet i Mexiko finns en fullskalig reproduktion av muraltemplet.